# High Dyke (Durham)
High Dyke – wieś w Anglii, w hrabstwie Durham. Leży 37 km na południowy zachód od miasta Durham i 371 km na północ od Londynu.